# Torpédoborec typu 052B
Typ 052B (v kódu NATO: třída Luyang I, jinak též třída Kuang-čou) je třída víceúčelových raketových torpédoborců Námořnictva Čínské lidové osvobozenecké armády. Jedná se o první čínskou třídu skutečně moderních torpédoborců a hlavní úlohou je protivzdušná obrana.

## Stavba
V letech 2000-2004 postavila čínská loděnice Ťiang-nan v Šanghaji celkem dva torpédoborce této třídy. Ty byly do služby přijaty v roce 2004.
Jednotky typu 052B:
| Jméno           | Založení kýlu | Spuštěna        | Vstup do služby   | Status  |
| --------------- | ------------- | --------------- | ----------------- | ------- |
| Kuang-čou (168) | 2000          | 25. května 2002 | 15. července 2004 | aktivní |
| Wu-chan (169)   | 2000          | říjen 2002      | prosinec 2004     | aktivní |

## Konstrukce

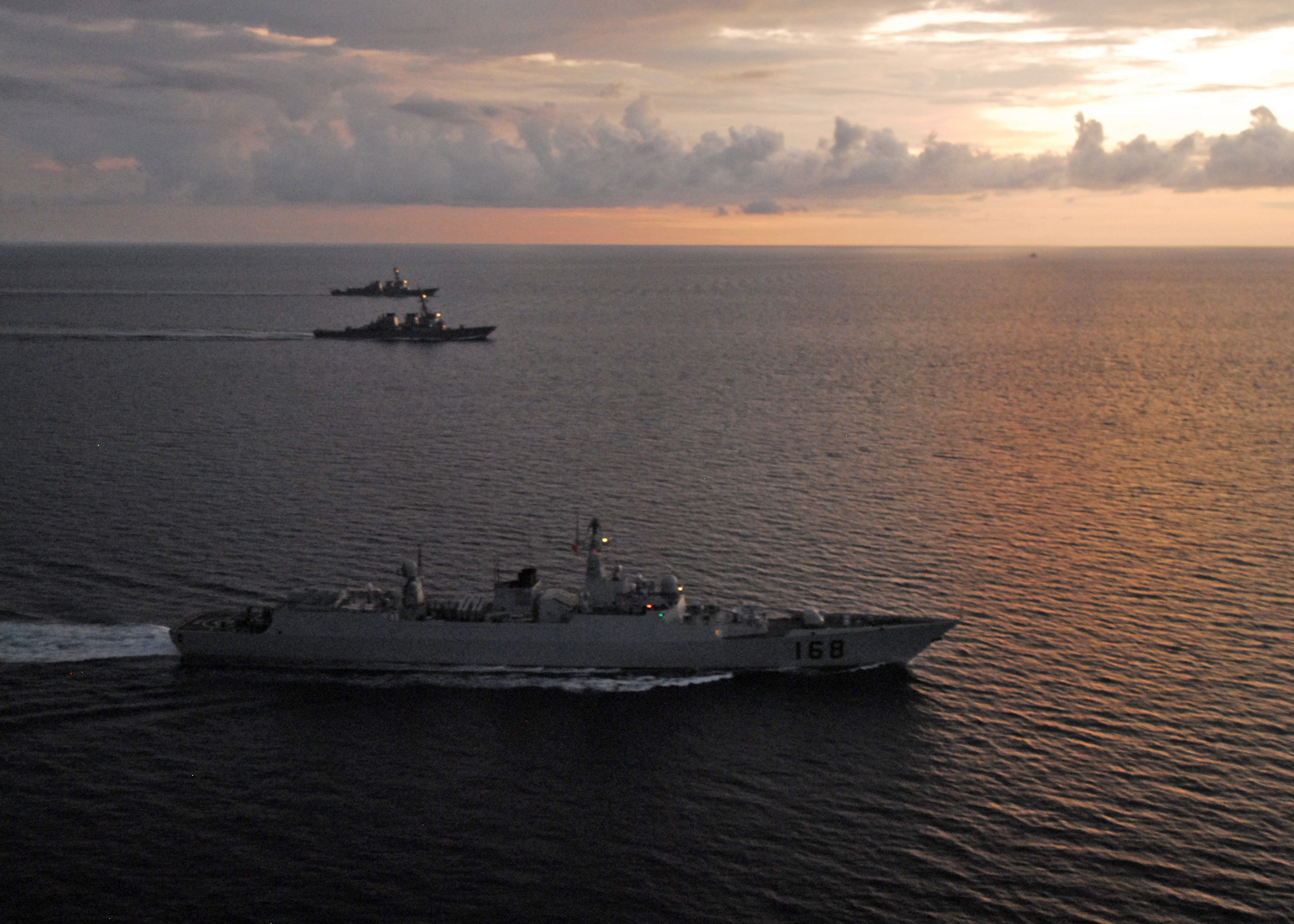
Kuang-čou (v popředí) plachtí s americkými torpédoborci USS Fitzgerald a USS McCampbell u pobřeží Severního Sulawesi

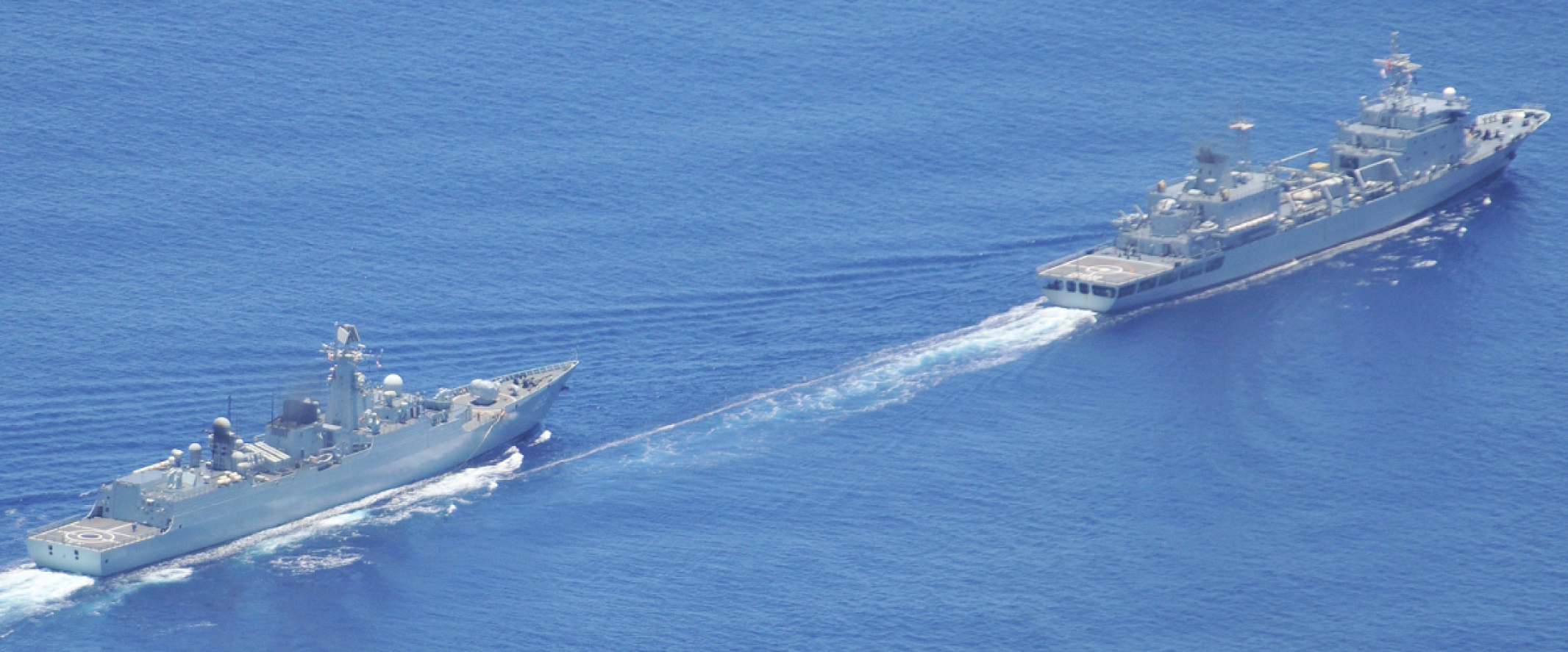
Wu-chan a zásobovací loď typu 904A Fu-sien-chu ve Filipínském moři

Výzbroj torpédoborce této třídy tvoří 16 protilodních střel YJ-83 ve čtyřech čtyřnásobných kontejnerech a Protivzdušnou obranu zajišťuje 48 protiletadlových řízených střel ve dvou odpalištích 9K37M1-2 Štil. V dělové věži na přídi se dále nachází jeden jednohlavňový 100mm kanón H/PJ-87. Doplňují ho dva systémy blízké obrany typu 730, každý s jedním sedmihlavňovým 30mm rotačním kanónem. Na torpédoborci jsou také dva tříhlavňové 324mm protiponorkové torpédomety B515 schopné odpalovat torpéda Jü-7 a dva 240mm protiponorkové raketomety typu 75. Na zádi lodí je přistávací paluba a hangár pro uskladnění jednoho protiponorkového vrtulníku Z-9 Chaj-tchun nebo Ka-28.
Pohonný systém je koncepce CODOG. Pro ekonomickou plavbu slouží dva diesely MTU 12V 1163 TB83, každý o výkonu 4 420 hp, zatímco v bojové situaci loď pohání pouze dvě pouze dvě ukrajinské plynové turbíny Zorja-Mašroekt DA80/DN80, každý o výkonu 29 100 hp. Pohánějí dva lodní šrouby. Nejvyšší rychlost dosahuje 30 uzlů. Dosah činí 4 500 námořních mil při rychlosti 15 uzlů.